# Ни-Йо
Шафър Смит (на английски: Shaffer Chimere Smith) по-известен със сценичното си име Ни Йо (Ne-Yo) е американски поп и арендби изпълнител, композитор, продуцент и актьор. Има в кариерата си 5 топ тен песни в Billboard Hot 100 и два албума номер едно в Billboard 200.
Ни Йо пробива в звукозаписната индустрия като автор на песни с Let Me Love You, изпълнявана от Марио. Огромният успех на парчето е забелязано от Def Jam, които го канят за договор. Скоро след това, през 2006 излиза и дебютния му албум In My Own Words, в който е пробилия до хит номер 1 в САЩ So Sick.

## Биография
Шафър Смит е роден на 18 октомври 1979 г. в Камдън, Арканзас в семейството на музиканти. Майка му е от смесен произход (афроамерикански и китайски). Баща му рано напуска семейството и Ни Йо е отгледан от майка си в Лас Вегас, където тя се мести в търсене на по-добър живот.
Ни Йо се появява на музикалната сцена като член от групата Envy в Лас Вегас. След като групата се разпада през 2000 г., Ни Йо подписва с Columbia Records, но след записването на първия си албум напуска компанията и дори не успява да издаде албума. Американският певец Маркес Хюстън чува парчето That Girl, което трябвало да бъде първия сингъл от неиздадения албум на Ни Йо, записва го и го пуска в албума си MH през 2003 г. Така Ни Йо започва кариерата си като текстописец. През следващите 2 години Ни Йо продължава да пише песни, някои от които никога не виждат бял свят. Пише песни за Mary J. Blige, B2K, Faith Evans, Musiq.
Ни Йо пробива в музикалната индустрия, когато написва парчето Let Me Love You за американския изпълнител Марио. Парчето достига първо място в класацията Billboard Hot 100 и се задържа там 9 седмици. Ни Йо подписва с Def Jam Recordings. Прякорът „Ни Йо“ е измислено от продуцента Big D Evans, с когото Ни Йо е работил. Той твърдял, че Ни Йо вижда музиката, както Нео вижда Матрицата. От начало Big D Evans започнал да го нарича така на шега, но впоследствие всички свикнали с този прякор.
В началото на 2006 г. Ни Йо издава първия си албум, In My Own Words. Първият сингъл, So Sick, изстрелва албума на първо място в Billboard 200, продавайки 310 000 копия през първата седмица. Междувременно сингълът достига първо място в Billboard Hot 100, а песните When You're Mad и Sexy Love достигат съответно 15 и 7 място. Албума е платинен.
Вторият албум, Because Of You, излиза на 1 май 2007 и директно застава на първо място в Billboard 200 в САЩ, като за първата седмица са продадени 251 000 копия. Пилотният сингъл Because of you, разбива класациите. Албумът е платинен. През декември 2007 Ни Йо и Goo Goo Dolls участват в концерт, част от кампанията на кандидата за президент Барак Обама.
Третият албум, Year Of The Gentleman, излиза на 5 август 2008 г. Албумът дебютира на второ място в Billboard 2y00 и продава 250 000 копия през първата седмица. Пилотните сингли Closer и Miss Independent достигат до седмо място в Billboard Hot 100. Албумът е номиниран за Най-добър R&B албум и Албум на годината на наградите Грами, а синглите Closer и Miss Independent – номинации за най-добро мъжко изпълнение в съответните жанрове. Третия сингъл Mad стига до 11 място в Billboard Hot 100.
През септември 2009 г. Ни Йо издава албум с най-добрите си хитове Ne-Yo: The Collection в Япония. Дебютира на 4 място в Японската седмична класация за албуми Oricon и продава 55 625 копия през първата седмица.
През февруари 2010 г. Ни Йо съобщава, че четвъртият му албум ще излезе през август 2010 г.

## Текстописец и продуцент
Освен че пише собствените си песни, Ни Йо работи съвместно и с други изпълнители. Създава хитовете на Риана Unfaithful и Take a bow, Марио Васкес – Gallery, Бионсе – Irreplaceable, Леона Луис – I'm You. Писал е песни още за Уитни Хюстън, Селин Дион, Анастейша, Сиара и Енрике Иглесиас. Ни Йо е бил поканен също да участва в създаването на следващия албум на Майкъл Джексън, който обаче не е завършен поради смъртта на изпълнителя.
Ни Йо създава свое звукозаписно студио и продуцентска къща, Compound Entertainment, за която днес записват изпълнителите Paula Campbell, Sixx John и Shanell.
Ни Йо участва в два филма: „Запази последния танц 2“ (2006 г.) и Stomp the Yard, като пише саундтраковете и за двата.

## Личен живот
През 2005 г. тогавашната приятелка на Ни Йо ражда дете и го кръщава на второто име на Ни Йо – Chimere. По-късно изпълнителят разбира, че детето не е негово. Води съдебен процес срещу майката.
На 19 февруари 2008 г. Ни Йо е арестуван за каране с превишена скорост и с невалидна шофьорска книжка. Осъден е на 24 часа обществено полезен труд.

## Дискография
- In My Own Words (2006)
- Because of You (2007)
- Year of the Gentleman (2008)
- Libra Scale (2010)

## Филмография
- Save the Last Dance 2 (2006)
- Stomp The Yard (2007)
- Venice Beach (2010)
- Battle: Los Angeles (2011)
- Red Tails (2012)